# Departamento del Chocó
Koordinaten: 6° 18′ N, 77° 0′ W
Das Departamento del Chocó ist ein Departamento im Nordwesten Kolumbiens. Es grenzt im Westen an den Pazifik und an Panama und im Norden an den Atlantik. Östlich liegen die Departamentos Antioquia und Risaralda. Im Süden grenzt Chocó an das Departamento Valle del Cauca. Neben der Hauptstadt Quibdó existieren in Chocó noch 29 weitere Municipios. Bei der Volkszählung 2018 lebten 534.826 Menschen in Chocó.

## Geschichte

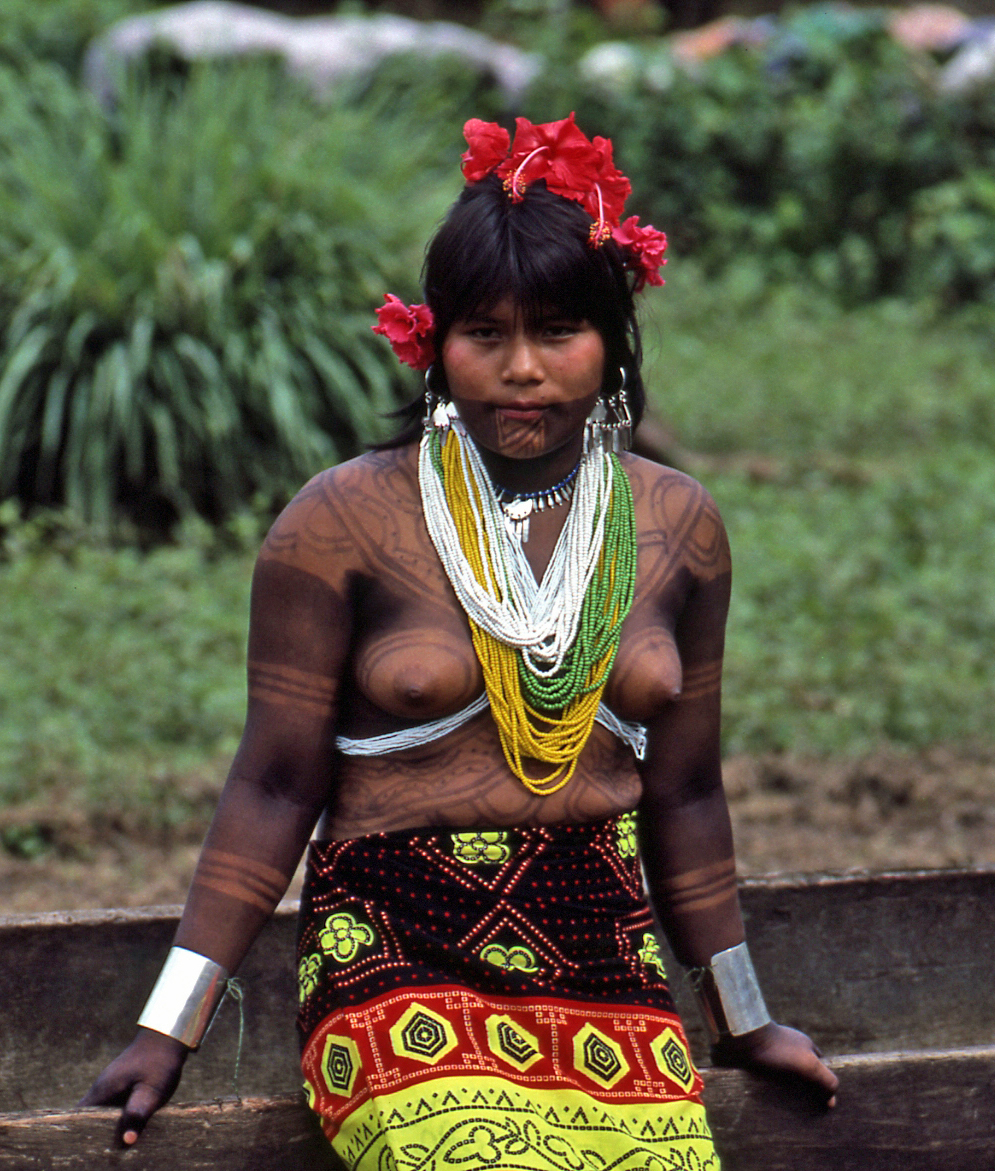
Chocó-Indianerin im Grenzgebiet Kolumbien/Panama

Über die Zeit vor der Kolonialisierung des Chocó ist wenig bekannt. Der erste Konquistador, Rodrigo de Bastidas, traf 1501 auf ein durch Indianerstämme besiedeltes Gebiet. Sein Nachfolger war Vasco Núñez de Balboa. Bis 1821 war das Gebiet des heutigen Departments Chocó auf die zwei Provinzen Chocó und Popayán aufgeteilt. Zwei Jahre nach der Anerkennung der Unabhängigkeit Kolumbiens durch Spanien, formte sich 1821 eine neue Provinz Chocó. Diese hatte die heutigen Grenzen, war aber der Kontrolle des Departments Cauca untergeordnet. Nach einer Wiederbelebung der eigenständigen Provinz zwischen 1831 und 1857 wurde die Provinz Teil des Departments Cauca. Nach der Erhebung zur Intendencia im Jahre 1909 folgte drei Jahre später die Ernennung zur comisaría. In seiner heutigen Form wurde das Department durch das Gesetz Nummer 13 aus dem Jahr 1947 gegründet. Seit diesem Zeitpunkt ist Quibdó Hauptstadt des Chocó.

## Wirtschaft
Neben der Forstwirtschaft sind vor allem der Fischfang, der Bergbau und die Landwirtschaft von wirtschaftlicher Bedeutung. Eine der wichtigsten Einnahmequellen ist neben Holz das geförderte Gold. Die meisten anderen Wirtschaftszweige sind kaum entwickelt. Um die Ausweitung des Bergbaus gibt es Konflikte mit indigenen und afrokolumbianischen Gemeinden, denen das Land gehört.
Die Region neben Gold auch reich an Platinum, gilt jedoch dennoch als eines der ärmsten Gebiete Kolumbiens, was auch an der Isolation von den Wirtschaftszentren im Hochland liegt. 
Die Strände von Bahía Solano und Nuquí sind die wichtigsten touristischen Regionen der Provinz. Beide Orte sind nur per Flugzeug ab Medellín beziehungsweise Quibdó erreichbar.

## Bevölkerung
Chocó wird überwiegend von Afrokolumbianern bewohnt, Nachkommen versklavter Afrikaner, die von den spanischen Kolonisatoren nach der Eroberung Amerikas in dieses Gebiet gebracht wurden. Die zweitgrößte Ethnie sind die Embera, ein indigenes Volk. Knapp die Hälfte der kolumbianischen Angehörigen dieses Volkes lebt hier. Sie betreiben traditionell Jagd und Fischfang und leben in der Nähe von Flüssen.

## Natur
Chocó gehört zur Bioregion Tumbes-Chocó-Magdalena und gehört zu den feuchtesten Gebieten der Welt. Das Gebiet ist von dichtem Regenwald bedeckt und verfügt über eine hohe Biodiversität. Die Biodiversität ist jedoch durch illegale Abholzung und Raubbau bedroht.

## Administrative Unterteilung
Die 31 Gemeinden von Chocó stehen in der Liste der Municipios im Departamento del Chocó.